# Krasnoselskite
La krasnoselskite è un minerale prodotto dalla combustione dei residui di una miniera di carbone. Poiché è di origine antropogenica, non è stato riconosciuto come specie valida dall'IMA.